# Театар Волков
Театар Волкова је први руски театар основан 1750. у богатом граду Јарослављу. Назив је добио по оснивачу Фјодору Григорјевичу Волкову. 